# ياسمين حلمي
ياسمين حلمي (مواليد 22 نوفمبر 1978) هي لاعبة رماية أولمبية مصرية، شاركت في الأولمبياد مرة واحدة في دورة سيدني 2000.

## المشاركة الأولمبية

### سيدني 2000
| الحدث              | التصفيات | التصفيات | النهائي  | النهائي  |
| الحدث              | النتيجة  | الترتيب  | النتيجة  | الترتيب  |
| ------------------ | -------- | -------- | -------- | -------- |
| 10 متر بندقية هواء | 390      | 28 م     | لم تتأهل | لم تتأهل |

## روابط خارجية
- ياسمين حلمي على موقع أوليمبيديا (الإنجليزية)